# Seguro de matrícula
O seguro de matrícula é um seguro que protege os alunos que frequentam instituições de ensino de alto custo - escolas, faculdades ou universidades - contra a perda financeira que pode resultar da desistência involuntária de seus estudos. Geralmente cobre desistências por motivos médicos e a morte do (s) responsável(is) legal(is) do aluno reembolsando ou cobrindo os custos associados à frequência da instituição do aluno. O seguro de matrícula também pode cobrir empréstimos estudantis.
O seguro de matrícula pode ser obtido através de instituições de ensino ou diretamente de uma seguradora. Também pode ser obtido como parte de um empréstimo estudantil. A maioria das apólices de seguro de matrícula cobre o custo total ou parcial da mensalidade se um aluno tiver que desistir de seus estudos por motivos médicos; no entanto, isso pode ser limitado às primeiras semanas do semestre. Se a desistência for por motivos de saúde mental, o reembolso raramente excede 60%.
O seguro de matrícula existe desde 1930. Beneficia tanto os alunos como as instituições de ensino, uma vez que pode cobrir o dinheiro que um aluno deve a uma instituição de ensino, caso o pagador da taxa de matrícula não possa mais cobrir esses custos.